# ستاد ماليرب كان
ستاد ماليرب كان (بالفرنسية: Stade Malherbe de Caen)‏ نادي كرة قدم فرنسي يلعب في دوري الدرجة الاولى. تم تأسيس النادي في سنة 1913.